# Elias Sports Bureau
Pour les articles homonymes, voir Elias.

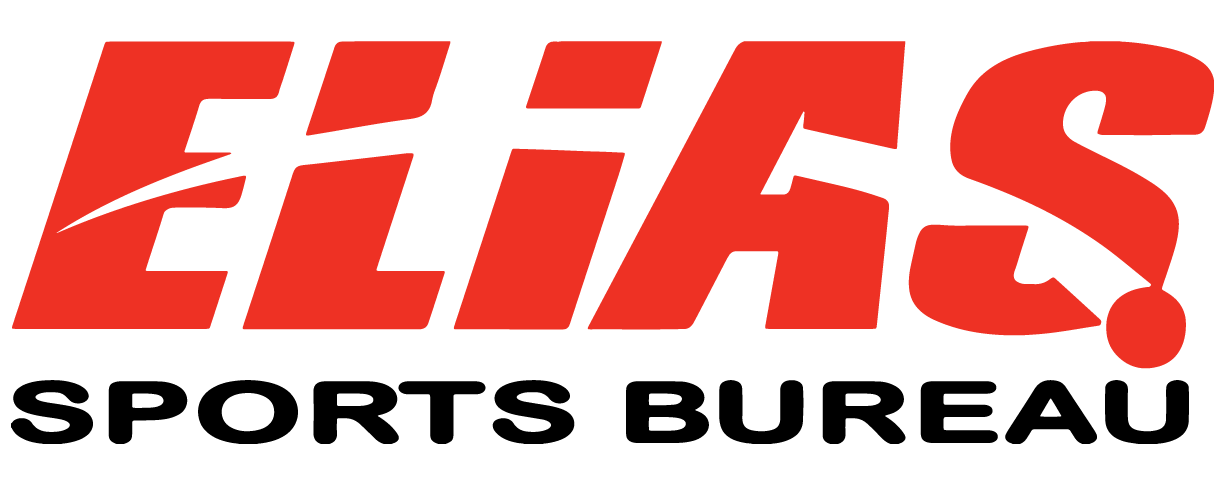
Logo du Elias Sports Bureau

Le Elias Sports Burau (ou ESB) est une compagnie basée à New York aux États-Unis qui se spécialise dans les statistiques sportives et l'histoire du sport.
La compagnie est fondée à New York en 1913 par Al Munro Elias et son frère Walter sous le nom Al Munro Elias Bureau. Ils vendent aux gens intéressés par le baseball des cartes de pointage imprimées contenant diverses statistiques sur ce sport. À partir de 1916, le Elias Bureau vend une compilation de statistiques qui sont publiées chaque semaine dans les journaux.
En 1919, le Elias Sports Bureau devient le statisticien officiel de la Ligue nationale de baseball et de la Ligue internationale. La Ligue américaine et d'autres ligues composant les Ligues mineures de baseball suivent.
Aujourd'hui, le Elias Sports Bureau est le statisticien officiel de la Ligue majeure de baseball, de la Ligue nationale de football, de la National Basketball Association (NBA), de la Major League Soccer (MLS) et de la Ligue nationale de hockey. Parmi ses clients plus récents, on retrouve la Women's National Basketball Association (WNBA), la Arena Football League et la défunte Women's United Soccer Association (WUSA).
Le ESB est une source importante de données statistiques pour les journaux, magazines et sites Web consacrés au sport ainsi que pour les journalistes affectés à la retransmission d'événements sportifs à la télévision et la radio.
Le vice-président exécutif de l'Elias Sports Bureau, Steve Hirdt, tient une chronique consacrée aux statistiques (Do the Math) pour ESPN The Magazine.